# 地図帳
地図帳（ちずちょう）とは、多くの地図を集め、一巻あるいは何巻かまとまった形で製本されたものをいう。地図集、アトラス（atlas）などともいわれる。アトラスの名はギリシア神話に登場するティタン神族アトラスあるいはマウレタニア王アトラスに由来する。

## 概要
大航海時代のヨーロッパにおいて爆発的に地理の知識が拡大したのに伴い、地図の発達と共に普及していったものである。現代でも、世界中で出版されており、主題別・地域別などに細分化されたものも多く見られる。また、分量も詳細に描かれ何巻ものシリーズになっている大型のものや、学校教育での教材として使われることなどを想定した中型のもの、利用者の使いやすさ重視して都市中心部などの特定の地域のみを描いた小型のものなど様々なものが登場している。

## 歴史

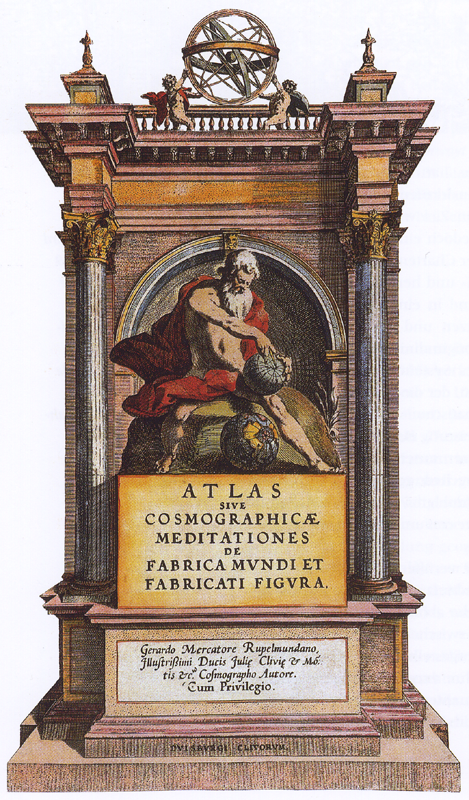
1595年版のメルカトルのアトラス。地球を背負うティタン神アトラスではなく、地球儀と天球儀を作るマウレタニア王アトラスが描かれている。

最古の地図帳は、2世紀の古代ローマの地理学者・プトレマイオスの「地理学」に収められている27葉からなる地図集と言われている。（ただし、この地図がプトレマイオス本人によるものかどうかは分かっていない）これは、長い間表舞台から遠のいていたがルネサンスにより、ふたたび注目され「プトレマイオス世界図」として、1477年にイタリアで出版された。これは、反響を呼び大航海時代の到来に大きな役割を果たした。
地図帳作りが盛んになってきたのは、16世紀になってからでイタリアのローマやヴェネツィアなどで作られた。中でも1575年ころに出された地図帳にはイタリアの銅版画師・アントニオ・ラファエリによるギリシア神話に登場するアトラス神が表紙に飾られており、これは「ラファエリ・アトラス」と呼ばれている。また、同時代の地図帳にも同様なアトラスの絵を施したものが複数現れ、後の地図学者・メルカトルによって、このアトラスという単語は地図帳を意味する名詞にまでなった。ただし、メルカトルの命名については、ギリシア神話に登場するマウレタニア王で世界で最初に地球儀や天球儀を作ったとされるアトラス王に由来するという説もあり、実際に1595年版のアトラスの表紙に描かれているのはそちらである。メルカトルのアトラスの表紙がアトラス神に変わるのは1636年版からであるという。

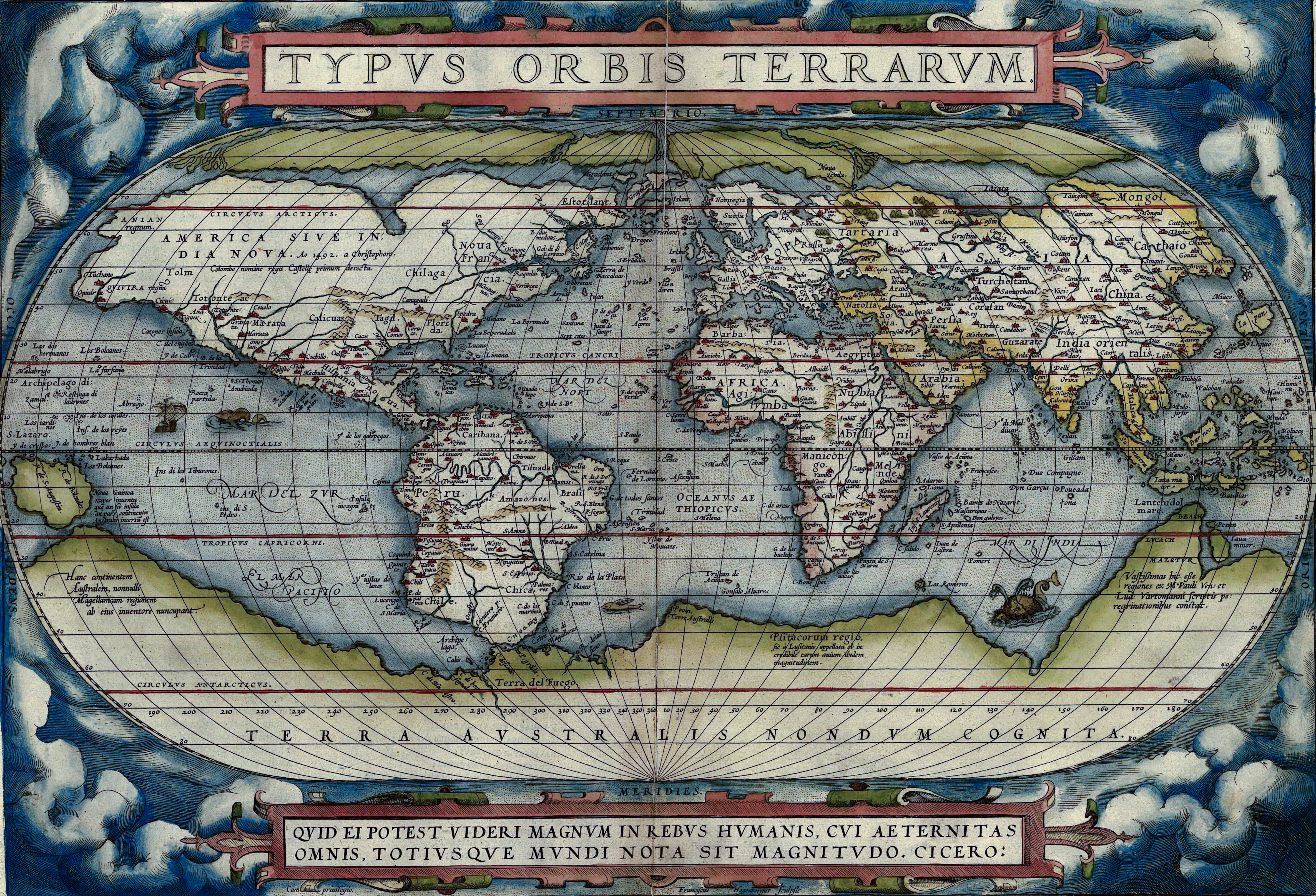
アブラハム・オルテリウスによる「世界の舞台」(1570年)

1570年にはオランダの地図学者・アブラハム・オルテリウスによって初めて世界全体が描かれた地図帳「世界の舞台」(Theatrum Orbis Terrarum)が出版され、忽ちヨーロッパ中で大きな反響を呼び、版を重ね、地図帳発展の礎を築いた。またこの地図帳は体系的で記号を統一的に表現した点でも画期的だった。
また地図投影法のひとつ（メルカトル図法）で有名なオランダの地図学者・ゲラルドゥス・メルカトルも地図帳を出版する。しかし、未完のままになっており、完成した暁には自分の地図帳には「アトラス」と名づけるようにと息子に遺言を残した。メルカトルの死の翌年の1595年、遺言どおり「アトラス」と名づけられた全107の図葉からなるメルカトルの地図帳が完成した。地図も反響をよんだが、このメルカトルによって名づけられた「アトラス」が各国に輸出され、やがて地図帳を表す名詞になった。その後も17世紀にかけて地図帳はヨーロッパ各国で出版され、やがてヨーロッパ人の地理的知識の拡大と共に精度も増していった。
ここまで時代の地図帳は大型で豪華な装丁であったが、18世紀にはやがて実用的な小型のものも現れるようになり、さらには世界全体ではなく特定の地域を描いた地域地図帳、特定の主題を描いた（河川や山など）主題地図帳なども見られるようになった。19世紀にはさらに多様化し、資料データに基づき特定の国の経済・自然・文化・行政などを描いた包括的な国勢地図帳（ナショナルアトラス）も出るようになった。大型の地図帳にも詳細な地名表記や巻末に索引を伴うものも見られるなど精度の高いものが見られるようになっていった。また19世紀には近代教育の発達に伴い、学校教育で使われることを想定した学校地図帳も現れるようになった。

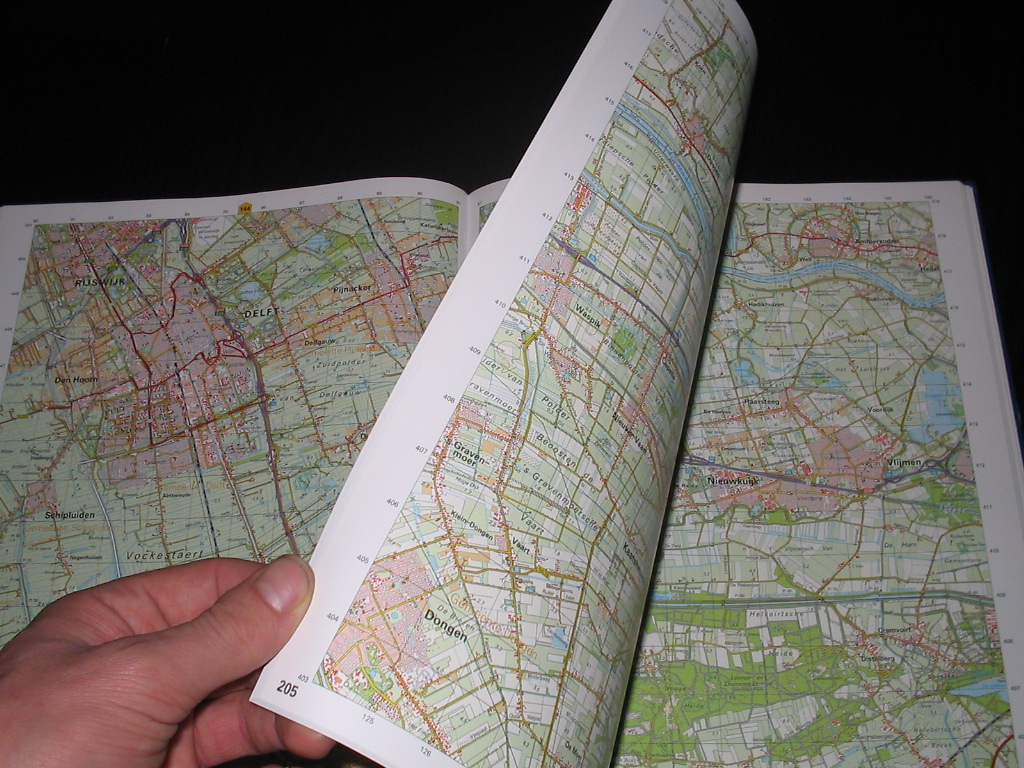
現代社会に見られる地図帳

20世紀には、種類や内容がさらに豊富になり、多くの図葉と膨大な地名表記を収録した大型地図帳、主題図や統計データも掲載し、包括的に表現され、学校教育での活用も想定した中型地図帳、利便性を重視したハンディな小型な地図帳と役割とニーズによって細分化された。1950年代以降は、地図の印刷技術が向上し、多色印刷や写真製版など地図表現も多様に出来るようになった。
また、戦後の日本は次第に車社会になり、車を利用する人たちが増え道路地図に対する需要が急激に増し、地図帳の新たな一面が開かれたのをはじめ、個別の住宅まで表現された住宅地図や観光情報を盛り込んだ地図帳などニーズが多様になるにつれ、実用的な側面の強い様々な種類の地図帳も出されるようになったのも20世紀の特徴といえる。また20世紀後半には、CDやDVDに収録されたデジタル化された電子地図帳も現れた。これも、現代社会における地図帳の一分野として認知されているものといえる。
一方で従来のスタイルの地図帳へのニーズも高く、大型の地図帳で現在でも版を重ねて発刊されているものも多い。また、地図帳は現代の学校教育の現場での活用も多く、初等教育や中等教育といった段階に応じて地図帳が用意されており、社会科教育、特に地理教育において不可欠な資料となっている。なお、この教材としての地図帳は検定教科書である。

## 主な地図帳
- タイムズ世界地図帳(Times Atlas of the World. タイムズ社　イギリス 1920年 - )
- ランドマクナリー世界地図(Rand McNally Atlas. ランドマクナリー社 アメリカ合衆国 1881年 - )
- ナショナルジオグラフィック世界地図(National Geographic Atlas of the World.ナショナルジオグラフィック協会　アメリカ合衆国 1963年 - )

など